# Insei
Das Insei-System (jap. 院政) war eine besondere Regierungsform in Japan, in welcher der Tennō abdankte, aber weiterhin Macht und Einfluss ausübte. Zurückgetretene Tennōs wurden Dajō-Tennō abgekürzt Jōkō genannt. Wenn ein abgedankter Tennō in ein buddhistisches Kloster eintrat, wurde er zu einem Dajō-Hōō (太上法皇).
Obwohl es Dajō-Tennō und Dajō-Hōō vor und nach der Heian-Zeit gab, bezieht sich der Begriff Insei-System gewöhnlich auf das vom Shirakawa-Tennō im Jahr 1086 installierte Regierungssystem.

## Hintergründe des Insei-Systems
Die Ritsuryō-Gesetzgebung stattete abgedankte Tennōs mit etwas Macht aus. Es gibt frühe Beispiele von abgedankten Tennōs wie Jitō, Shōmu oder Uda im 7., 8. und 9. Jahrhundert. Uda war möglicherweise eines der ersten Beispiele für einen Macht ausübenden Ex-Tennō, da sein Nachfolger Daigo oft krank war.
Am Ende des 10. Jahrhunderts beherrschte die Hokke-Familie des Fujiwara-Clans Japan durch die sogenannte „Sesshō- und Kampaku-Politik“ und der Tennō war nicht mehr als eine Galionsfigur.
1068 war Go-Sanjō der erste Tennō seit fast zweihundert Jahren, der nicht (mütterlicherseits) aus dem Geschlecht der Hokke stammte. Nach seiner Thronbesteigung übte er persönliche Macht aus, während die Hokke mit internen Interessenskonflikten zwischen Fujiwara no Yorimichi und seinem Bruder Fujiwara no Norimichi beschäftigt waren. Er war in der Position, mehrere Gesetze und Bestimmungen in seiner Regierungszeit zu erlassen und so deren Herrschaft zu schwächen. 1072 dankte er aufgrund einer Erkrankung zugunsten von Shirakawa ab und starb im darauffolgenden Jahr. Obwohl er nicht die Zeit hatte, nach seinem Rücktritt selbst Macht auszuüben, ebnete er den Weg für die „Herrschaft des abgedankten Tennō“. 1086 dankte dann Shirakawa zugunsten seines vierjährigen Sohnes Horikawa ab. Das Ziel des Tennō könnte der Schutz seines Sohnes vor seinem jüngeren Bruder gewesen sein, der ebenfalls ein ernsthafter Anwärter auf den Thron war. Stattdessen schwächte er durch seine starke Machtausübung aber die Regentschaft seines Sohnes und setzte das Insei-System erst in Gang.
Auch schien am Beginn der Heian-Zeit die kaiserliche Erbfolge gefährdet und die Einführung des Insei-Systems könnte sich in dieser Beziehung  stabilisierend ausgewirkt haben.

## Das Insei-System
Der zurückgetretene Tennō richtete mit dem In no chō (院庁) eine Abteilung unter seiner direkten Kontrolle ein, erließ seine Befehle mithilfe des Inzen (院宣) und des Innochō kudashi bumi (院庁下文) und hatte sogar eine eigene Streitmacht, die Hokumen no bushi (北面の武士). Die Gründung dieser Armee führte zum Aufstieg des Taira-Klans.
Das Ende der Heian-Zeit war geprägt von einer Thronfolge mehrerer abgedankter Tennōs:
- Shirakawa (* 1053 - † 1129; regierte 1073–1087 und abgedankt 1087–1129)
- Toba (* 1103 - † 1156; regierte 1107–1123 und abgedankt 1129–1156)
- Go-Shirakawa (* 1127 - † 1192; regierte 1155–1158 und abgedankt 1158–1192)

### Chiten
Es konnte sogar mehrere abgedankte Tennōs zur selben Zeit geben, trotzdem gab es nur einen Herrscher, den Chiten (治天). Anzumerken ist, dass der Chiten nicht anstelle des Tennō herrschte, sondern seine Macht als Patriarch der kaiserlichen Familie ausübte. 
Die Hōgen-Rebellion von 1156 zwischen dem abgedankten Sutoku-tennō und dem regierenden Tennō Go-Shirakawa war nichtsdestoweniger ein Beispiel für eine direkte Opposition der beiden Ämter.

## Das Insei während der Shōgunate
Gewöhnlich markiert die Einrichtung des Kamakura-Bakufu den Beginn der Kamakura-Zeit. Dies bedeutete aber nicht das Ende des Insei-Systems. Obwohl das Bakufu Polizei- und Militärgewalt übernahm und Ostjapan regierte, blieb die Autorität des Tennō und der Ex-Tennō erhalten. Der Hof und das Shōgunat koexistierten bis zum Ende der Edo-Zeit. Der Chiten behielt wenigstens bis in die frühe Kamakura-Zeit hinein bedeutenden Einfluss auf wichtige Entscheidungen.
Als Chiten Go-Toba im Jahre 1221, bei seinem Versuch das Kamakura-Bakufu zu vernichten, scheiterte, wurde die Macht des Hofes – also die der (Ex-)Tennōs – beträchtlich vom Shōgunat beschnitten. Sogar nach dem Jōkyū-Krieg bestand das Insei wenigstens formell noch für zwei Jahrhunderte. Es gab Bestrebungen, die Autorität wieder zurück in die Hände des Tennō zu geben, wie die Kemmu-Restauration des Go-Daigo-Tennō, aber im Allgemeinen leiteten Ex-Tennōs abgesegnet durch das Bakufu den Hof in Heian-kyō.
In der späteren Edo-Zeit gab es ein paar Beispiele für abgedankte Tennōs, die ihre Nachfolger beaufsichtigten. Technisch werden diese Fälle ebenfalls als Insei betrachtet.